# Phyllomacromia congolica
Phyllomacromia congolica é uma espécie de libelinha da família Corduliidae.
Pode ser encontrada nos seguintes países: República Democrática do Congo, Malawi, Zâmbia, Zimbabwe e possivelmente em Guiné.